# Christian Frederik Hansen
Christian Frederik Hansen, né le 29 février 1756 et mort le 10 juillet 1845, est un architecte danois, qualifié dans son pays de Palladio danois. Membre éminent de l'académie royale des beaux-arts du Danemark, il compte parmi les personnalités artistiques danoises les plus importantes de la première moitié du XIXe siècle. Son œuvre est remarquable par la simplicité de ses lignes inspirées du néoclassicisme. Il fut l'élève de Nicolas-Henri Jardin et de Caspar Frederik Harsdorff.

## Œuvres principales
- Manoir d'Alt-Fresenburg, 1791
- Goßlerhaus à Altona, 1794
- Villa Eschenburg à Lübeck, 1800
- Manoir de Krummbek, 1803
- Manoir de Haseldorf, 1804
- Mairie de Bad Oldesloe, 1803-1806
- Église Sainte-Marie de Quickborn, 1809
- Cour de justice de Copenhague, 1815
- Mairie de Plön, 1815
- Mairie de Neustadt in Holstein, 1819-1820
- Second château de Christiansborg, 1828 détruit par un incendie en 1884
- Église Sainte-Marie (de) à Husum, 1829-1833
- Église de Skagen, 1841
- Cathédrale Notre-Dame de Copenhague, 1929